# Tišina Erdedska
Tišina Erdedska – wieś w Chorwacji, w żupanii sisacko-moslawińskiej, w gminie Martinska Ves. W 2011 roku liczyła 305 mieszkańców.